# Juliet Prowse
Juliet Anne Prowse (* 25. September 1936 in Bombay, Indien; † 14. September 1996 in Los Angeles, Kalifornien, USA) war eine anglo-indische Schauspielerin.

## Leben
Prowse kam in Indien als Tochter britischstämmiger Eltern zur Welt. Ihr Vater war der in Torquay (England) geborene, für Tata Steel tätige Elektroingenieur Reginald Morley Prowse (1905–1940) und ihre Mutter war Phyllis Thelma Prowse, geb. Donne (1910–1996), die im indischen Madras als Tochter britischer Eltern geboren worden war. Nach dem Tod ihres Vaters im Februar 1940 siedelte ihre Mutter mit ihr und ihrem Bruder Clive nach Südafrika um, wo die Kinder aufwuchsen. 
Prowse absolvierte bereits im Alter von vier Jahren eine Tanzausbildung und besuchte später die Royal Academy of Dance. Doch ihr Traum, eine Ballerina zu werden, war schon im Alter von 14 Jahren zerplatzt, weil sie bereits zu diesem Zeitpunkt die zulässige Körpergröße überschritten hatte. Dennoch blieb sie dem Tanz verbunden und schloss sich als Chortänzerin dem London Palladium an. Anschließend trat sie als Tänzerin in diversen Pariser Nachtklubs auf, wo sie von dem Choreograf Hermes Pan entdeckt wurde, der sie für den Film Can-Can engagierte. Noch im selben Jahr spielte sie an der Seite von Elvis Presley in Café Europa.
Bis 1965 wirkte Prowse in einer Reihe von Kinofilmen mit. Danach trat sie vermehrt in Fernsehserien und gelegentlich in Fernsehfilmen auf. Ihren letzten Auftritt vor der Kamera hatte sie 1987 in der Episode A Fashionable Way to Die der Serie Mord ist ihr Hobby.
1994 wurde bei Prowse ein Pankreastumor diagnostiziert, an dessen Folgen sie 1996 verstarb.

## Filmografie (Auswahl)
- 1955: So liebt man in Paris (Gentlemen Marry Brunettes)
- 1956: Fanfaren der Freude (The Best Things in Life Are Free)
- 1960: Can-Can
- 1960: Café Europa (G.I. Blues)
- 1961: Das wilde Land (The Fiercest Heart)
- 1961: The Right Approach
- 1961: Ein Stern im Westen (The Second Time Around)
- 1963: Die kleinste Schau der Welt (The Smallest Show on Earth)
- 1963, 1964: Amos Burke (Burke’s Law, Fernsehserie, 2 Folgen)
- 1964: Ein Fall für Tom Davis (Dingaka)
- 1965: Schlüsselpartie in Texas (Una moglia americana)
- 1965: Who Killed Teddy Bear?
- 1965–1966: Mona McCluskey (Fernsehserie, 26 Folgen)
- 1968: The Name of the Game (Fernsehserie, Folge 1x07)
- 1979–1987: Love Boat (The Love Boat, Fernsehserie, 4 Folgen)
- 1983: Fantasy Island (Fernsehserie, Folge 7x01)
- 1987: Mord ist ihr Hobby (Murder, She Wrote, Fernsehserie, Folge 4x01 Der zwielichtige Monsieur Maxim)